# Audan Ghabit Müssirepow
Der Audan Ghabit Müssirepow (kasachisch Ғабит Мүсірепов атындағы аудан Ğabit Müsırepov atyndağy audany, russisch Район имени Габита Мусрепова Rajon imeni Gabita Musrepowa) ist ein Bezirk in Nordkasachstan in Kasachstan.

## Geografie
Der Audan Ghabit Müssirepow liegt im Norden Kasachstans im Gebiet Nordkasachstan. Er grenzt im Norden an den Audan Timirjasew und den Audan Schal Aqyn und im Osten an den Audan Aiyrtau. Im Süden grenzen der Audan Jessil, der Audan Schaqsy und der Audan Sandyqtau im Gebiet Aqmola an den Audan Ghabit Müssirepow. Im Westen grenzt er an den Audan Qarassu und den Audan Saryköl im Gebiet Qostanai.

## Bevölkerung
Bei der Volkszählung 1999 hatte der Audan Ghabit Müssirepow 54.629 Einwohner. Die Volkszählung 2009 ergab für den Bezirk eine Einwohnerzahl von 45.538. Bei der letzten Volkszählung 2021 lebten 39.670 Menschen im Audan Ghabit Müssirepow. Die Fortschreibung der Bevölkerungszahl ergab zum 1. Januar 2025 eine Einwohnerzahl von 34.560.
| Einwohnerentwicklung               | Einwohnerentwicklung | Einwohnerentwicklung | Einwohnerentwicklung | Einwohnerentwicklung | Einwohnerentwicklung | Einwohnerentwicklung | Einwohnerentwicklung |
| 1970                               | 1979                 | 1989                 | 1999                 | 2009                 | 2021                 |                      |                      |
| ---------------------------------- | -------------------- | -------------------- | -------------------- | -------------------- | -------------------- | -------------------- | -------------------- |
| 22.135                             | 23.125               | 25.952               | 54.629               | 45.538               | 39.670               |                      |                      |
| Anmerkung: Volkszählungsergebnisse |                      |                      |                      |                      |                      |                      |                      |

## Verwaltungsgliederung
Der Audan Ghabit Müssirepow ist in 17 ländliche Bezirke (kasachisch Ауылдық округ Auyldyq okrug; russisch Сельский округ Selski okrug) gegliedert (Stand: 2021).
| Ländlicher Kreis | Einwohner | Einwohner | Orte                                                                        |
| Ländlicher Kreis | 2009      | 2021      | Orte                                                                        |
| ---------------- | --------- | --------- | --------------------------------------------------------------------------- |
| Nowoischim       | 11.284    | 11.964    | Nowoischim                                                                  |
| Andrejew         | 2.466     | 1.497     | Andrejewka, Bespalowka, Raissowka, Schangassu                               |
| Birlik           | 1.192     | 993       | Birlik, Starobelka                                                          |
| Woswyschen       | 1.162     | 689       | Brilewka, Grigorjewka, Quighan, Sterlitamak, Tschernosubowka, Woswyschenka, |
| Druschba         | 2.460     | 1.807     | Druschba, Scharköl, Wolodarskoje, Zelinnoje                                 |
| Kökalaschar      | 1.155     | 468       | Kökalaschar, Mädenijet, Sarybulaq                                           |
| Qyrymbet         | 756       | 317       | Qyrymbet, Sokologorowka                                                     |
| Lomonossow       | 2.460     | 2.026     | Lomonossowka, Stawropolka, Stepnoje, Uroschainoje                           |
| Neschin          | 3.321     | 2.663     | Budennoje, Jefimowka, Kuprijanowka, Neschinka, Toqsan Bi                    |
| Nowosselow       | 2.241     | 1.925     | Nowosselowka, Muqyr, Priwolnoje                                             |
| Rusajew          | 5.993     | 4.254     | Beresowka, Rusajewka, Saryadyr, Siwkowka, Solotonoscha, Tschernobajewka     |
| Salqynköl        | 597       | 341       | Salqynköl, Toqty                                                            |
| Tachtabrod       | 2.281     | 1.615     | Kowylnoje, Litwinowka, Priwolnoje, Ruchlowka, Tachtabrod                    |
| Tscherwonny      | 1.964     | 1.720     | Peski, Tscherwonnoje, Usynköl                                               |
| Tschistopolje    | 3.839     | 2.793     | Dubrowka, Garschino, Jalty, Knjasewka, Simonowka, Tschistopolje             |
| Schöptiköl       | 1.514     | 876       | Qongyrsu, Rasgulnoje, Scharköl, Schöptiköl, Ülkentalsai                     |
| Schuqyrköl       | 853       | 569       | Qaraaghasch, Schuqyrköl, 15 Schyldyq Qasaqstan                              |